# De Land (Illinois)
|  | No s'ha de confondre amb DeLand. |

De Land és una població dels Estats Units a l'estat d'Illinois. Segons el cens del tenia 475 habitants.

## Demografia
Segons el cens del 2000, De Land tenia 475 habitants, 190 habitatges, i 148 famílies. La densitat de població era de 458,5 habitants/km².
Dels 190 habitatges en un 32,1% hi vivien nens de menys de 18 anys, en un 62,6% hi vivien parelles casades, en un 10% dones solteres, i en un 22,1% no eren unitats familiars. En el 20,5% dels habitatges hi vivien persones soles l'11,1% de les quals corresponia a persones de 65 anys o més que vivien soles. El nombre mitjà de persones vivint en cada habitatge era de 2,5 i el nombre mitjà de persones que vivien en cada família era de 2,86.
Per edats la població es repartia de la següent manera: un 24,6% tenia menys de 18 anys, un 7,6% entre 18 i 24, un 26,9% entre 25 i 44, un 23,4% de 45 a 60 i un 17,5% 65 anys o més.
L'edat mediana era de 39 anys. Per cada 100 dones de 18 o més anys hi havia 94,6 homes.
La renda mediana per habitatge era de 40.982 $ i la renda mediana per família de 45.156 $. Els homes tenien una renda mediana de 31.429 $ mentre que les dones 20.893 $. La renda per capita de la població era de 17.377 $. Aproximadament el 4,9% de les famílies i el 4,6% de la població estaven per davall del llindar de pobresa.

## Poblacions més properes
El següent diagrama mostra les poblacions més properes.